# No Oblivion
No Oblivion è il secondo album in studio del gruppo musicale gallese-statunitense No Devotion, pubblicato nel 2022.

## Tracce
1. Starlings – 3:55
2. No Oblivion – 4:11
3. A Sky Deep and Clear – 4:48
4. Love Songs from Fascist Italy – 5:31
5. The End of Longing – 5:04
6. Endless Desire – 4:37
7. Repeaters – 4:59
8. In a Broken Land – 4:27

## Formazione
- Geoff Rickly – voce
- Lee Gaze – chitarra, cori
- Stuart Richardson – basso, piano, tastiera, sintetizzatore